# Selección de baloncesto de Fiyi
La selección de baloncesto de Fiyi es el equipo formado por jugadores de nacionalidad fiyiana que representa a la Federación de Baloncesto Aficionado de Fiyi en las competiciones internacionales organizadas por la Federación Internacional de Baloncesto (FIBA) o el Comité Olímpico Internacional (COI): los Juegos Olímpicos, la Copa Mundial de Baloncesto y el Campeonato FIBA Oceanía.
El equipo está dirigido por el jugador neozelandés de la NBL Marques Whippy y sus hermanos Leonard y Waymann. Su padre, Paul Whippy, anteriormente entrenó al equipo.
En 2007 y 2023, el equipo ganó la medalla de oro en los Juegos del Pacífico Sur.

## Historia
Fue creada en el año 1960 y se afilió a FIBA Oceanía en 1979, por lo que antes de ese año no podía participar en torneos mundiales, limitándose solo a jugar en los Juegos del Pacífico, los cuales ganó por primera vez en la edición de 2007.
En 1981 participó por primera vez en el Campeonato FIBA Oceanía en donde terminó en cuarto lugar, clasificando a varias ediciones del torneo en donde su mejor posición ha sido ser finalista en la edición de 2001.

## Historial

### Copa Mundial
Resultado General: No ocupa puesto
| Copa Mundial de Baloncesto |
| --- |
| - 1950: No calificó - 1954: No calificó - 1959: No calificó - 1963: No calificó - 1967: No calificó - 1970: No calificó - 1974: No calificó - 1978: No calificó - 1982: No calificó - 1986: No calificó - 1990: No calificó - 1994: No calificó - 1998: No calificó - 2002: No calificó - 2006: No calificó - 2010: No calificó - 2014: No calificó - 2019: No calificó - 2023: No calificó - 2027: TBD |

### Juegos Olímpicos
| Baloncesto en los Juegos Olímpicos |
| --- |
| - Berlín 1936: No calificó - Londres 1948: No calificó - Helsinki 1952: No calificó - Melbourne 1956: No calificó - Roma 1960: No calificó - Tokio 1964: No calificó - México 1968: No calificó - Múnich 1972: No calificó - Montreal 1976: No calificó - Moscú 1980: No calificó - Los Ángeles 1984: No calificó - Seúl 1988: No calificó - Barcelona 1992: No calificó - Atlanta 1996: No calificó - Sídney 2000: No calificó - Atenas 2004: No calificó - Pekín 2008: No calificó - Londres 2012: No calificó - Río 2016: No calificó - Tokio 2020: No calificó - París 2024: No calificó |

## Palmarés
- Juegos del Pacífico:
  -   Campeón (2): 2007, 2023
  -  Subcampeón (2): 1987, 2015
  -  Tercer lugar (2): 1995, 2019

- Torneo de Baloncesto de Oceanía:
  -  Subcampeón (1): 2001
  -  Tercer lugar (2): 1985, 2005

- Mini Juegos del Pacífico:
  -  Tercer lugar (1): 2005

### Videos
- Pacific Games 2015 D5 BBM GUAM vs FIJI Youtube.com video

- Datos: Q3590520